# أولريش ريتش
أولريش ريتش (بالألمانية: Ulrich Reich)‏ هو عداء سريع ألماني، ولد في 10 مايو 1951.